# Turcogammarus turcarum
Turcogammarus turcarum is een vlokreeftensoort uit de familie van de Pontogammaridae. De wetenschappelijke naam van de soort is voor het eerst geldig gepubliceerd in 1974 door Stock.